# Šintava
Šintava je obec v okrese Galanta na Slovensku ležící na levém břehu řeky Váh. Žije zde přibližně 1 800 obyvatel.
První písemná zmínka o obci pochází z roku 1074. V obci se nachází římskokatolický kostel svatého Martina z roku 1776.